# Miguel Ángel del Arco Blanco
Miguel Ángel del Arco Blanco (nacido el 17 de julio de 1978) es un historiador español del siglo XXI.

## Biografía
Estudioso de aspectos agrarios y de la dictadura franquista, es autor de obras como Las alas del Ave Fénix: La política agraria del primer franquismo (1936-1959) (Comares, 2004), sobre las políticas agrarias que se llevaron a cabo durante la primera fase del régimen franquista; o Hambre de Siglos. Mundo rural y apoyos sociales del franquismo en Andalucía Oriental (1936-1951) (Comares, 2007).
También ha sido editor de Soldados de Dios y Apóstoles de la Patria. Las derechas españolas en la Europa de entreguerras (Comares, 2010), junto a Alejandro Quiroga Fernández de Soto; , No solo miedo. Actitudes políticas y opinión popular bajo la dictadura franquista, 1936-1977 junto a Claudio Hernández Burgos, Carlos Fuertes Muñoz y Jorge Marco. Mas Killings and Violence in Spain 1936-1952): Grappling with the Past (Routledge, 2014), junto a Peter Anderson.